# Un peu de fumée bleue...
Un peu de fumée bleue… est une bande dessinée de Ruben Pellejero et Denis Lapière parue aux éditions Dupuis.

## Synopsis
À la suite de la révolution, un pays libère ses multiples prisonniers politiques. Une jeune femme, Laura, tombe amoureuse d'un de ces prisonniers, Ludvik, alors qu'il est en transit de la prison vers le camp de torture. Entre le mode de vie de sa mère, les cicatrices physiques et psychologiques de Ludvik et les remous politiques de son pays, elle raconte son histoire au photographe qui vient d'arriver à l'auberge de sa mère.

### Documentation
- Fabien Tillon, « Lioubov en gelée », BoDoï, no 38,‎ février 2001, p. 18.